# 北港武德宮
北港武德宮，是一座位於臺灣雲林縣北港鎮內、主祀五路武財神的廟宇。

## 歷史

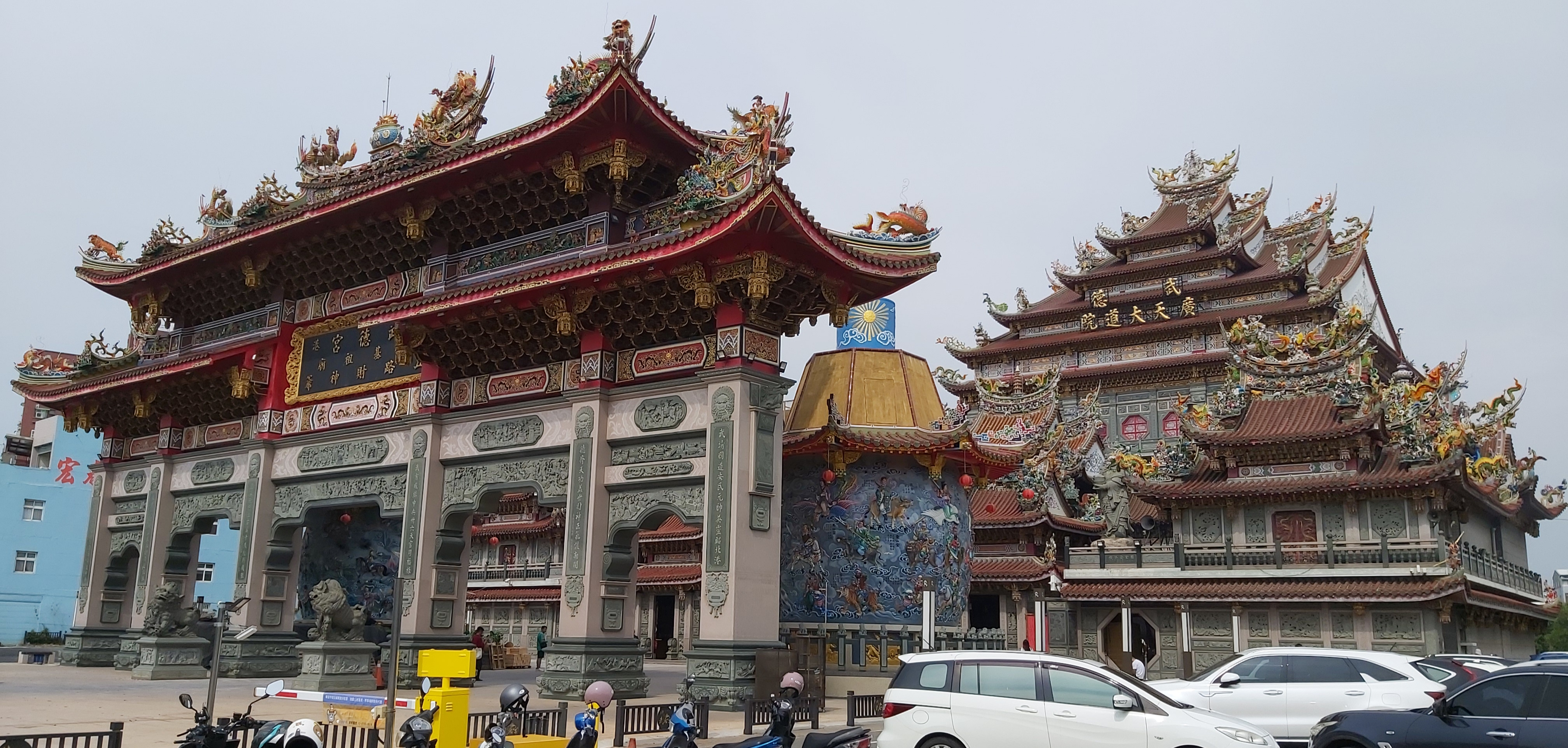
北港武德宮建築群

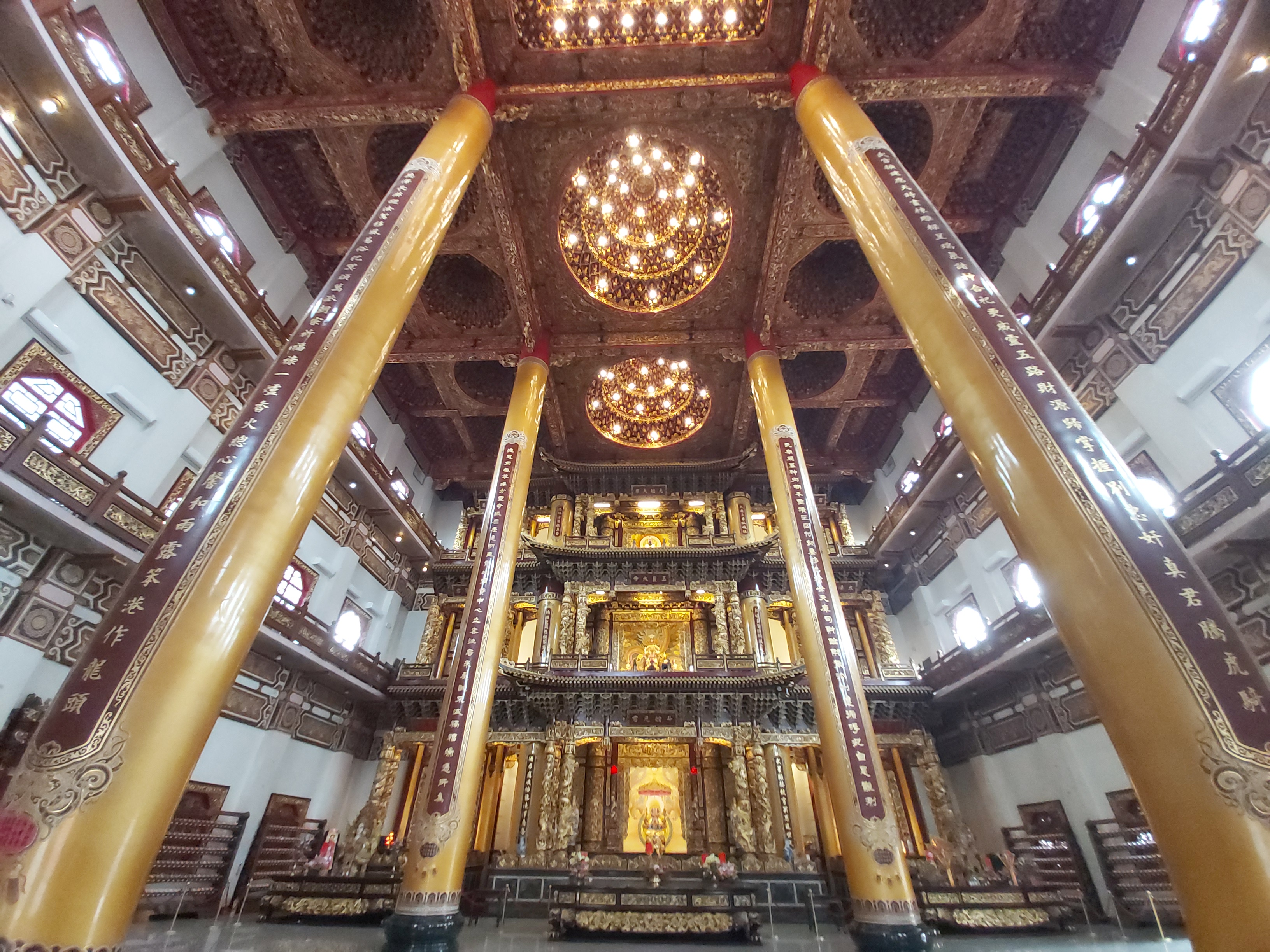
武德廣天大道院

北港武德宮舊址是間中藥行，前屋主的小孩曾被黑臉魁梧的高大黑影嚇過，還有人睡覺被掐、被壓，嚇得搬家。北港武德宮的創辦人陳茂霖是一位出身雲林縣水林鄉的中醫師；在遷居北港後，他在1955年買下北港中山路61號開設保生堂中藥舖（現為德昌中藥行）。1961年前後，陳茂霖的妻子無故得昏迷怪病，他在遍尋醫療方法而不得其解後開始尋求信仰及宗教上的協助。1963年，陳茂霖在新港東興廟池府千歲出巡行經北港時，獲得乩身扶乩指示其住宅內有「內神」，並指示其在牆上貼紅色「財」字對著拜則其妻之問題可獲解決。隨後，陳茂霖依指示在自宅地上設置香爐並早晚虔誠敬奉，他的妻子也在不久後恢復健康。
1970年前後，陳茂霖經扶乩得知該「內神」的真實身分為武財神趙公明，且其神尊乃於道光年間由一陳姓信徒自中國山東琅琊迎請攜來，並曾在當地搭有簡易草庵供人祭拜，又因時空變遷而被掩埋於陳茂霖所有的建築物之下。後人改成樓梯、廁所跟廚房大不敬，才會顯靈提醒，卻被人誤會是鬧鬼。同年，陳茂霖遵照扶乩所降指示為其雕塑金身，並於自宅設壇供人膜拜，且開始使用「武德宮」的名稱。1976年，陳茂林雕刻三尊分靈，不久便被信徒迎請回家，而後又再雕十尊分靈。這第一批的十三尊分靈，從大爺、二爺依序排到十三爺，被稱為「十三天尊」。前三尊為嘉義信徒請走，後十尊則為北港信徒請走。1977年冬，成立武元德、武亨德爐會。
1978年，陳茂霖考慮到原建物腹地狹窄，而過年或聖誕祭典信徒眾多，於是捐贈土地並邀集親人共同出資興建新廟，乩身的幫助下尋找寶地，乩身一路跑到從一處甘蔗田，並在其中找到所謂的天鵝孵蛋寶穴，並於1980年於現址落成入火安座，成為全台第一間五路財神廟。而保生堂仍保有原始的祭祀空間，在武德宮遶境時也是必經之地。而在原有神尊遷往新廟供奉後，保生堂另供奉一尊「武冠德」的分靈神尊。
2010年代，北港武德宮成為臺灣規模最大的財神廟。2013年甲午年臘月啟建「建成祈安三朝清醮」。2014年則舉行過百年大醮，並在建醮前拍攝《聖跡十三天尊》的紀錄片。2015年丙申年臘月啟建「叩謝天恩祈安三朝圓醮」。2016年12月，武德宮為了感念新港東興廟池王爺的「點化建廟」之恩，捐贈360萬元給該廟當作購地擴建的資金。2022年5月26日，與政治大學「華人宗教研究中心」產學合作，斥資上百萬元進行為期近5年的扶鸞文化研究。
2023年，北港武德宮廟埕右方40尺高（逾12公尺）的「天庫」金爐，建於1984年，並於2015年被認證為金氏紀錄全球最大的金爐，爐身雕有35名天官，林安樂說，此設計全台唯一，加上武德宮主祀的財神趙公明，就是眾人熟知的36天官。天庫金爐當初設計保留近八成的對流空間，窄口的煙囪設計，讓燃燒時產生的廢氣與懸浮物在爐內往復循環，做到物理性的減排。原本規劃成對的天庫、地庫，其中興建中的另一座地庫金爐，加入碳隔離設施的設計規劃，能實質性的阻擋、過濾懸浮粒子，大大降低空氣污染。
2024年，北港武德宮為解決大批信眾焚燒金紙被投訴的狀況，廟方經過6年設計、請照、施工，9月17日啟用新的金爐「地庫」，可過濾懸浮微粒、空污氣體，金爐上方排出的白色煙霧其實只是水蒸氣；北港武德宮還利用比例不等的金爐灰，開發以虎爺發想知名的「黑虎將軍」IP，開發3、40種系列文創品，包括存錢筒、布偶、吊飾、平安符、計算機、名片手機座，讓信眾感覺「有買有保庇」，各式新款文創品都被搶購一空，更與三得利、泰山、永豐金等知名企業推出聯名商品，大大提升知名度，甚至連紙尿褲都有。北港武德宮更帶頭做環保購買碳權，成為全球首座「碳中和」寺廟。
2025年，北港武德宮第三代主委林安樂利用台灣大學經濟系、政治大學金融研究所所學的知識，讓廟方斥資百萬元導入AI影像分析系統，搭配監視器，即使春節期間每天湧入20萬信眾，都能解決傳統利用人工或基地台計算人流的誤差，甚至進階成「門神系統」，若偵測到煙霧異常有造成火警疑慮，就會立刻發出警報，連神明示下的鸞文都能由AI解讀，更有效率的提供信眾參考。

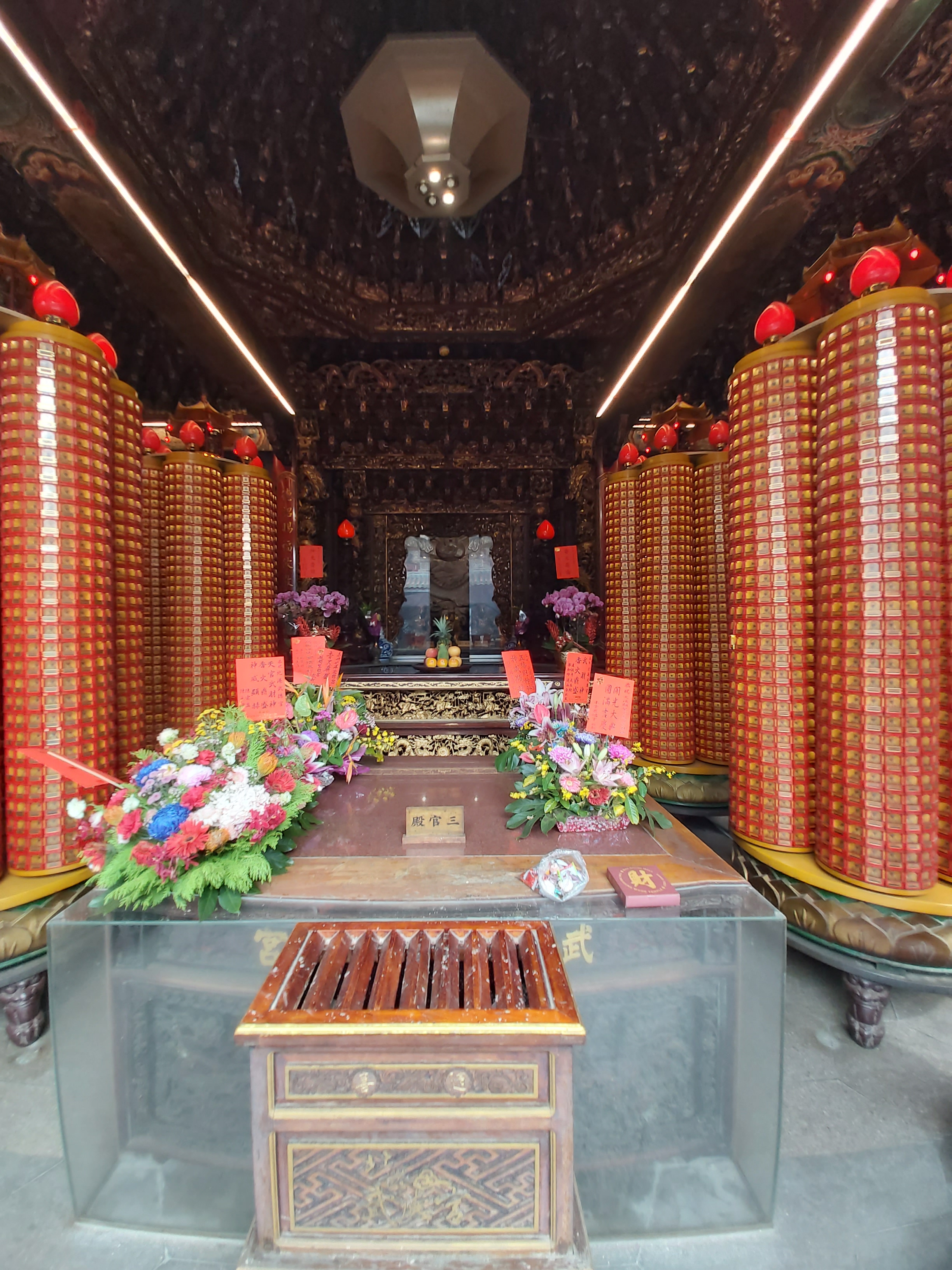
三官殿
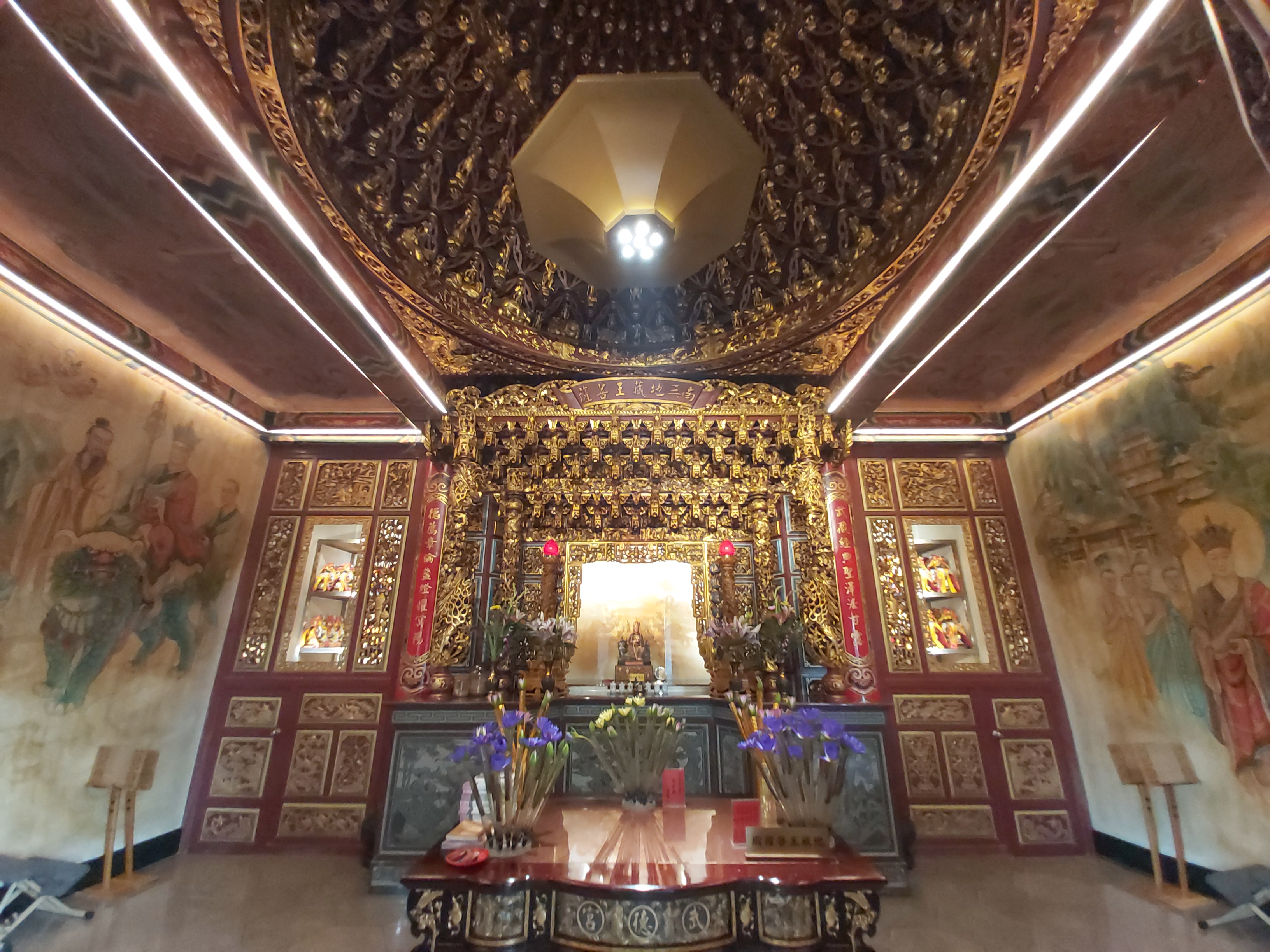
地藏王菩薩殿
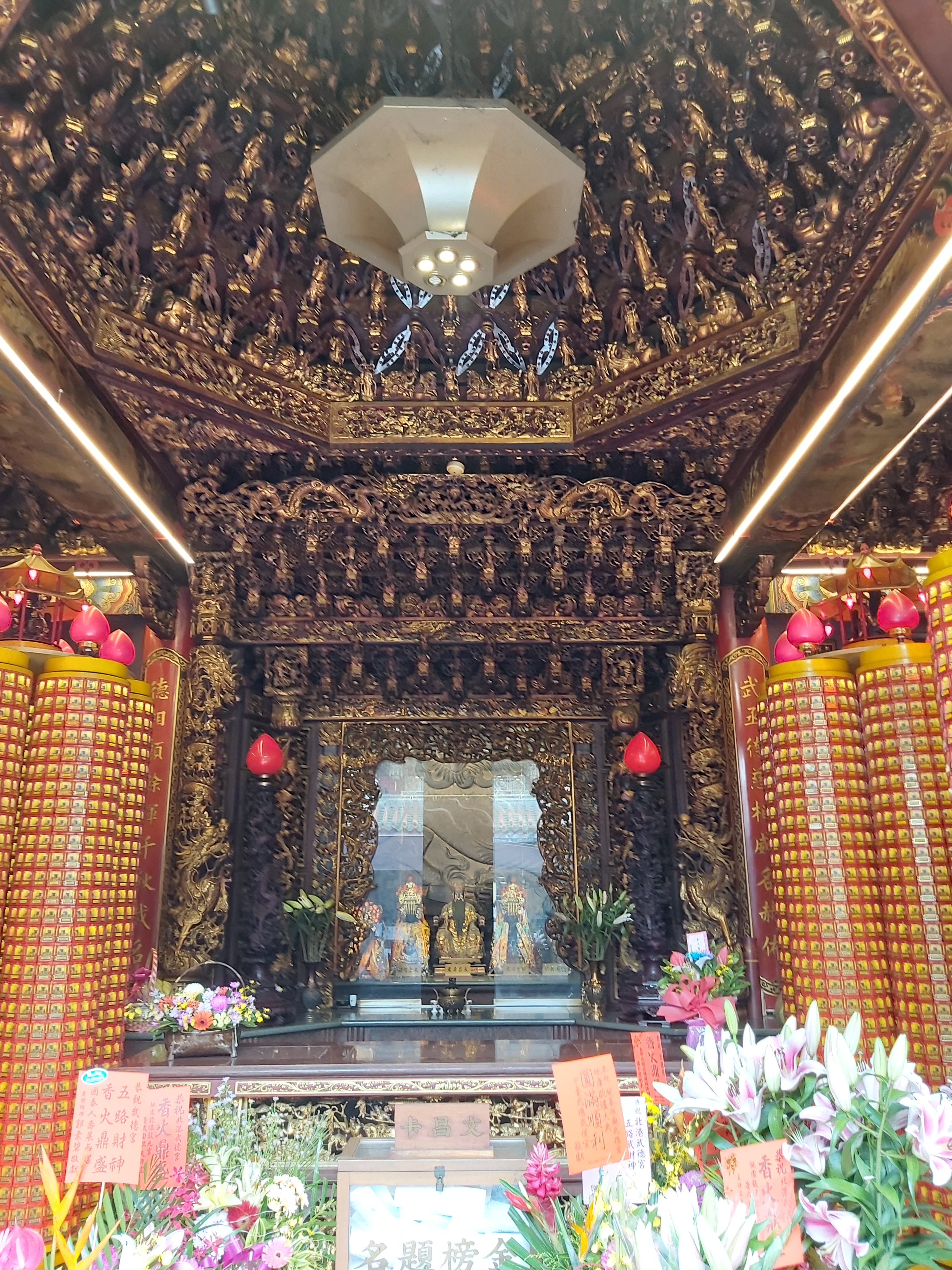
文昌殿
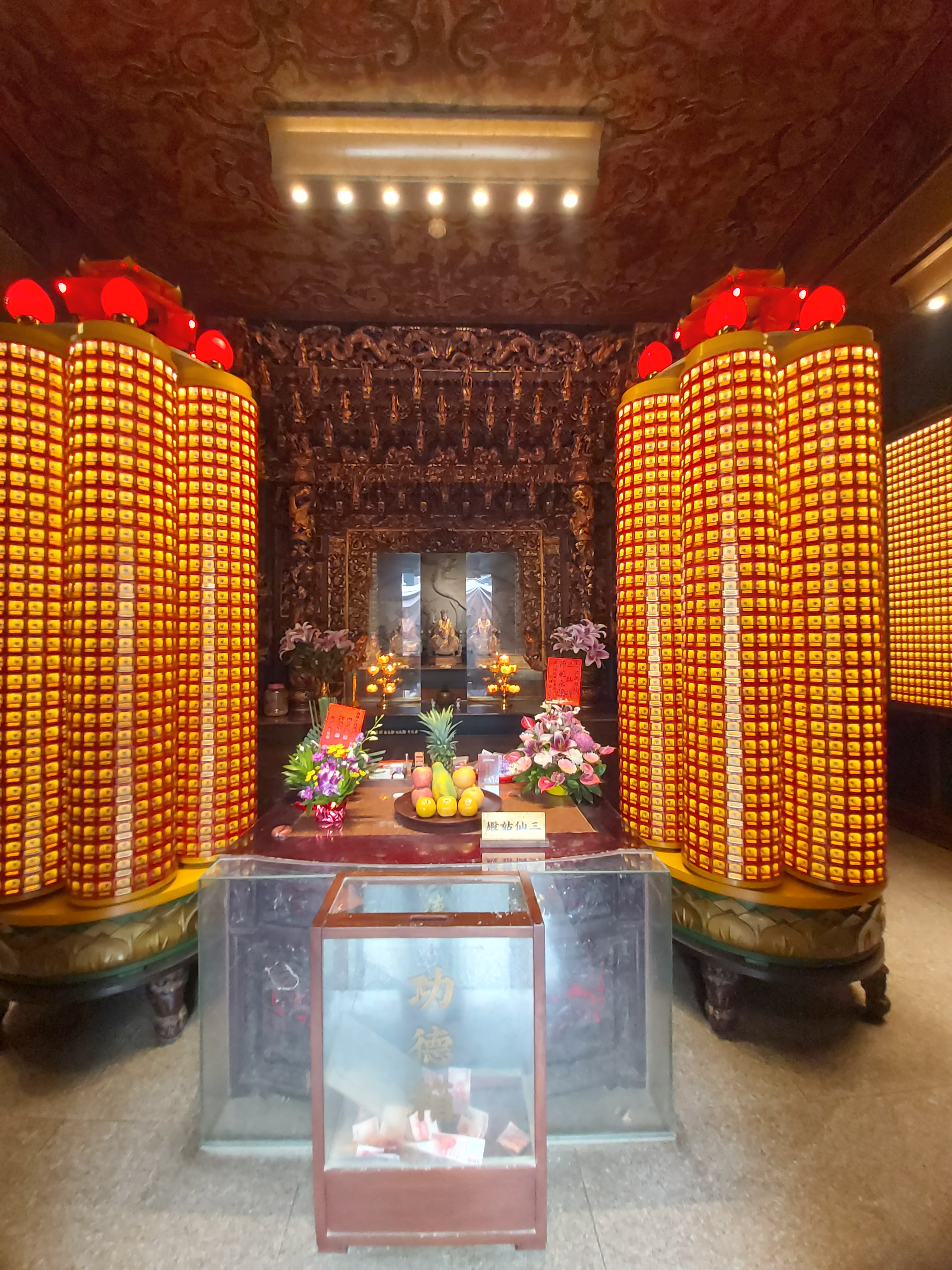
三仙姑殿
趙聖父母殿
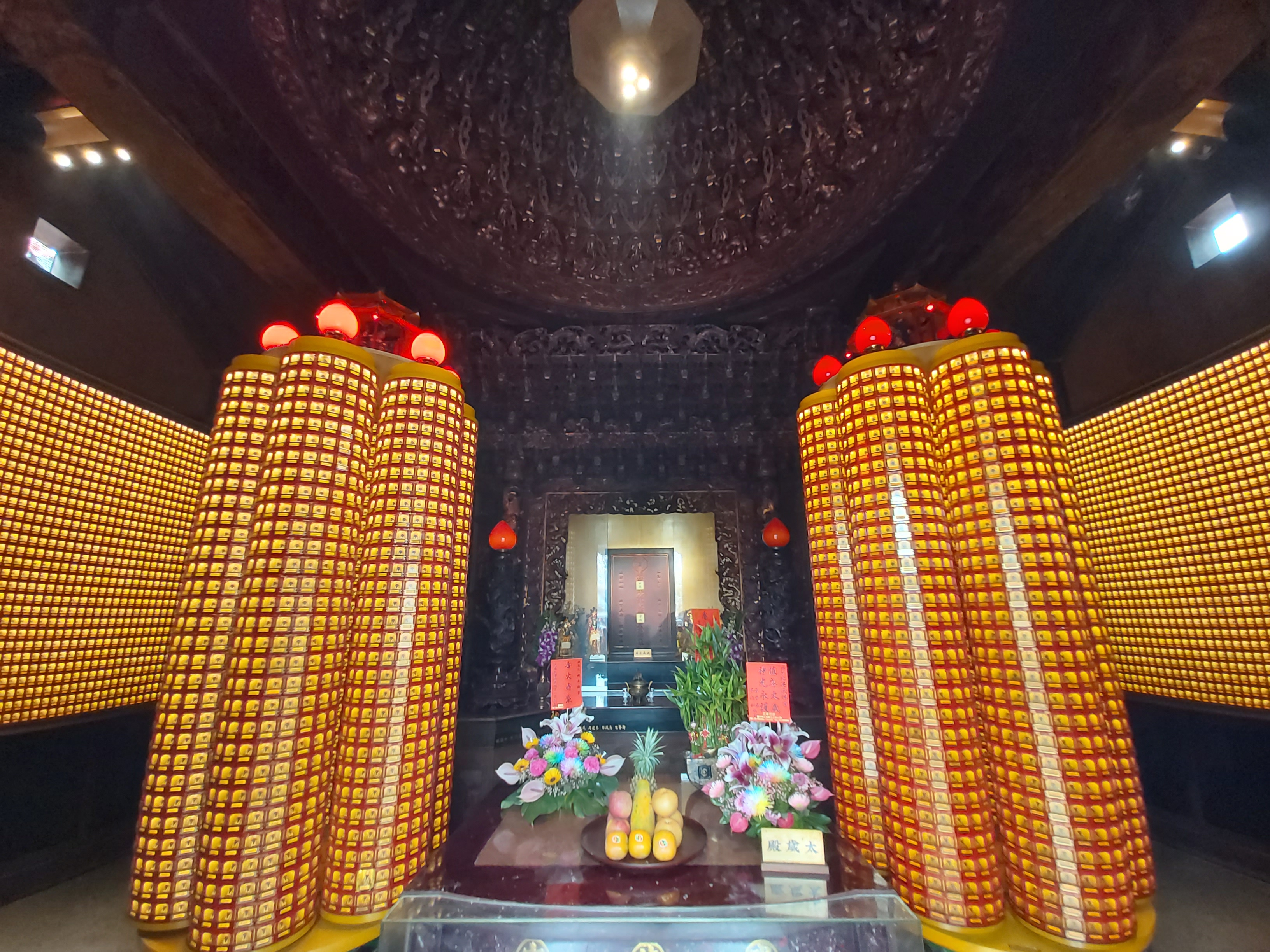
太歲殿
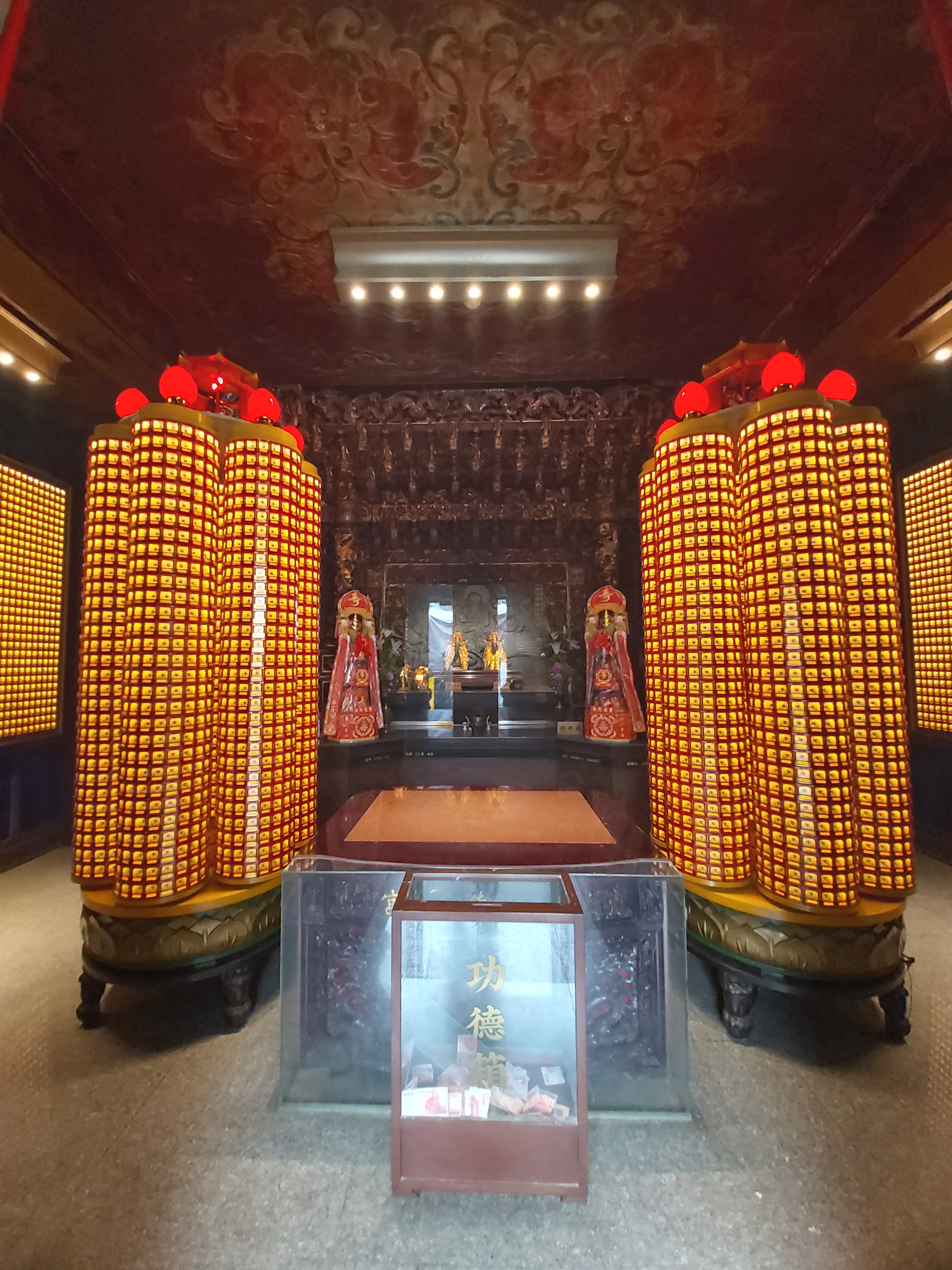
境主福德殿
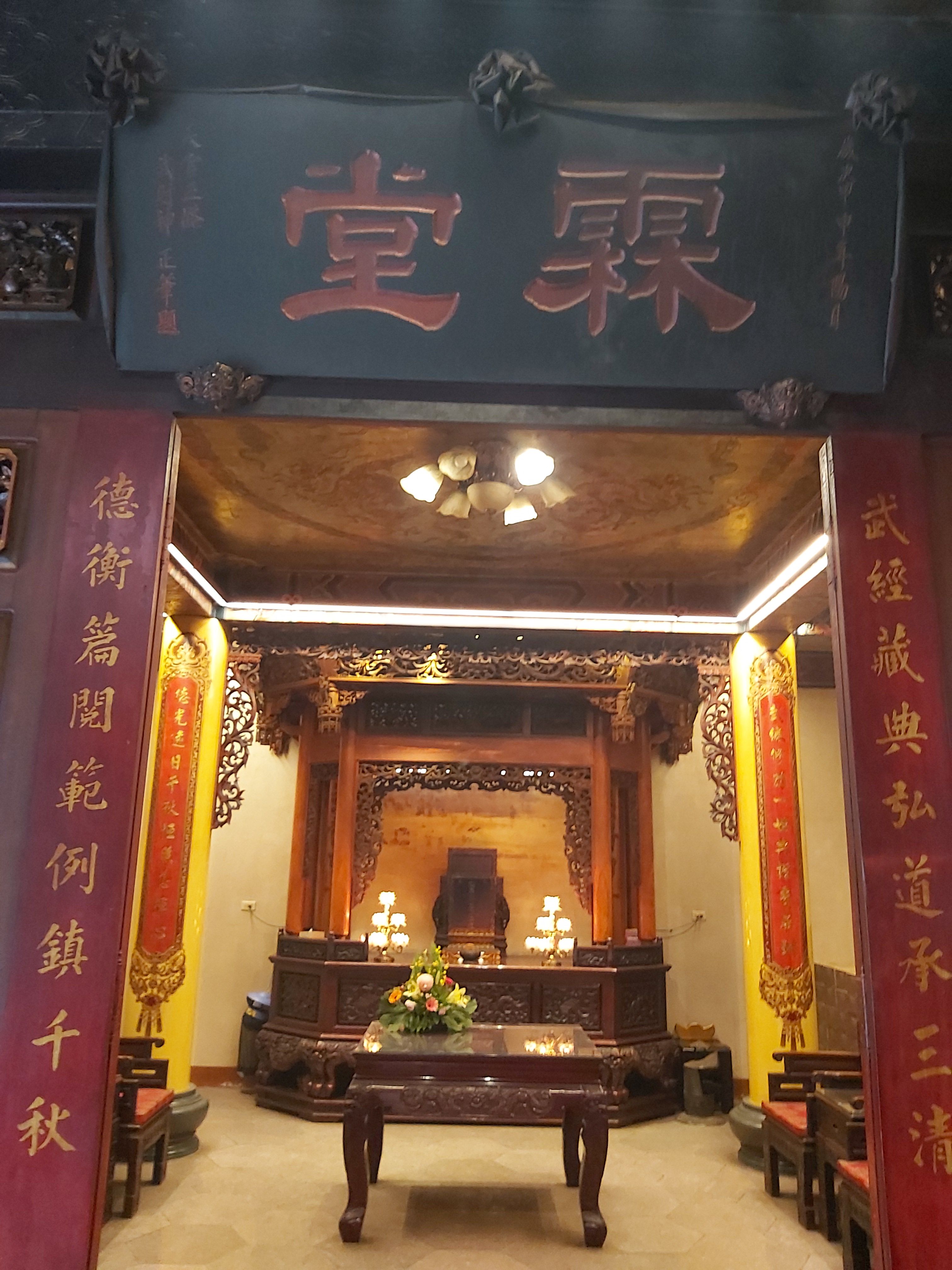
霖堂
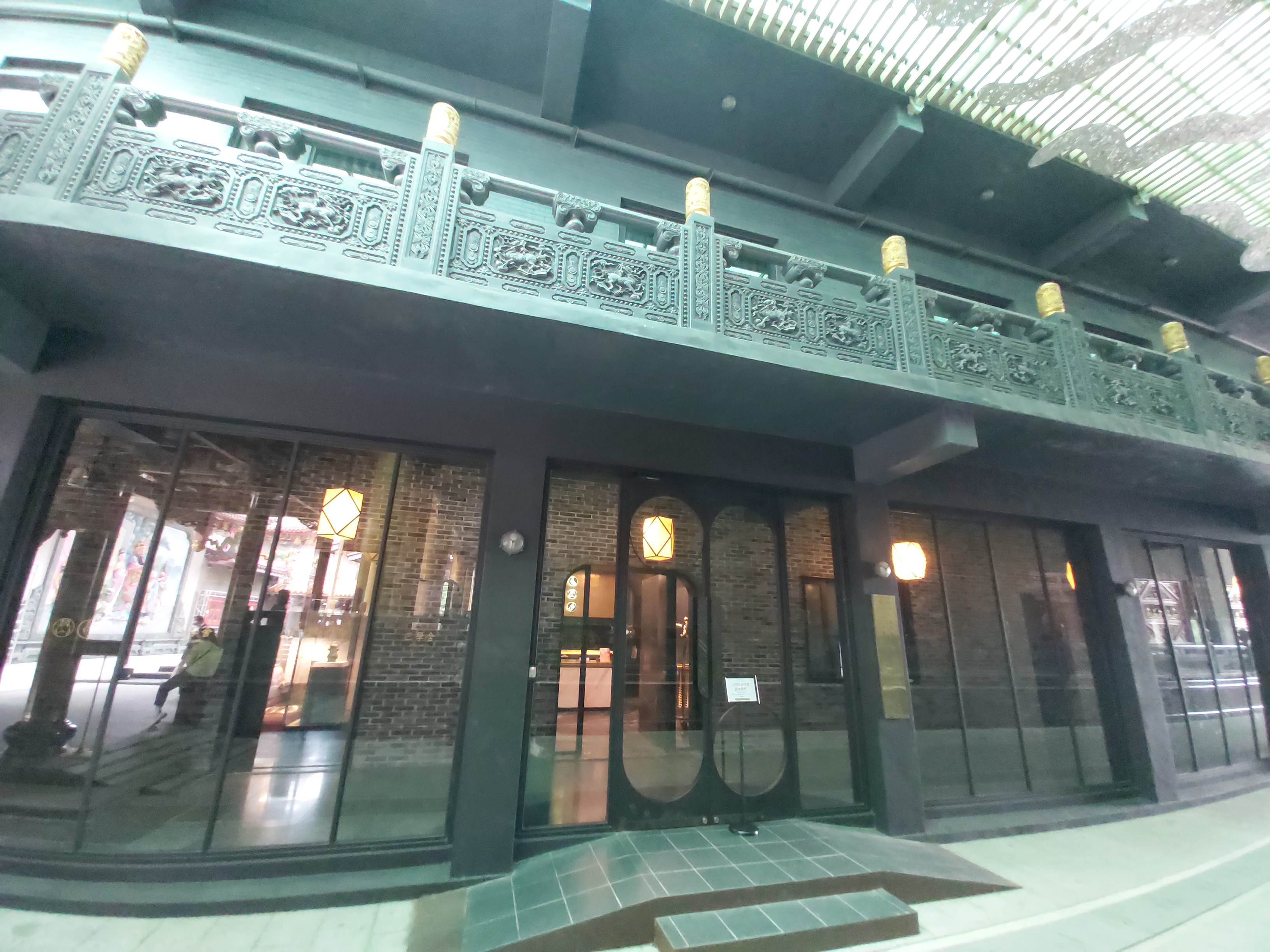
香客大樓「三學舍」
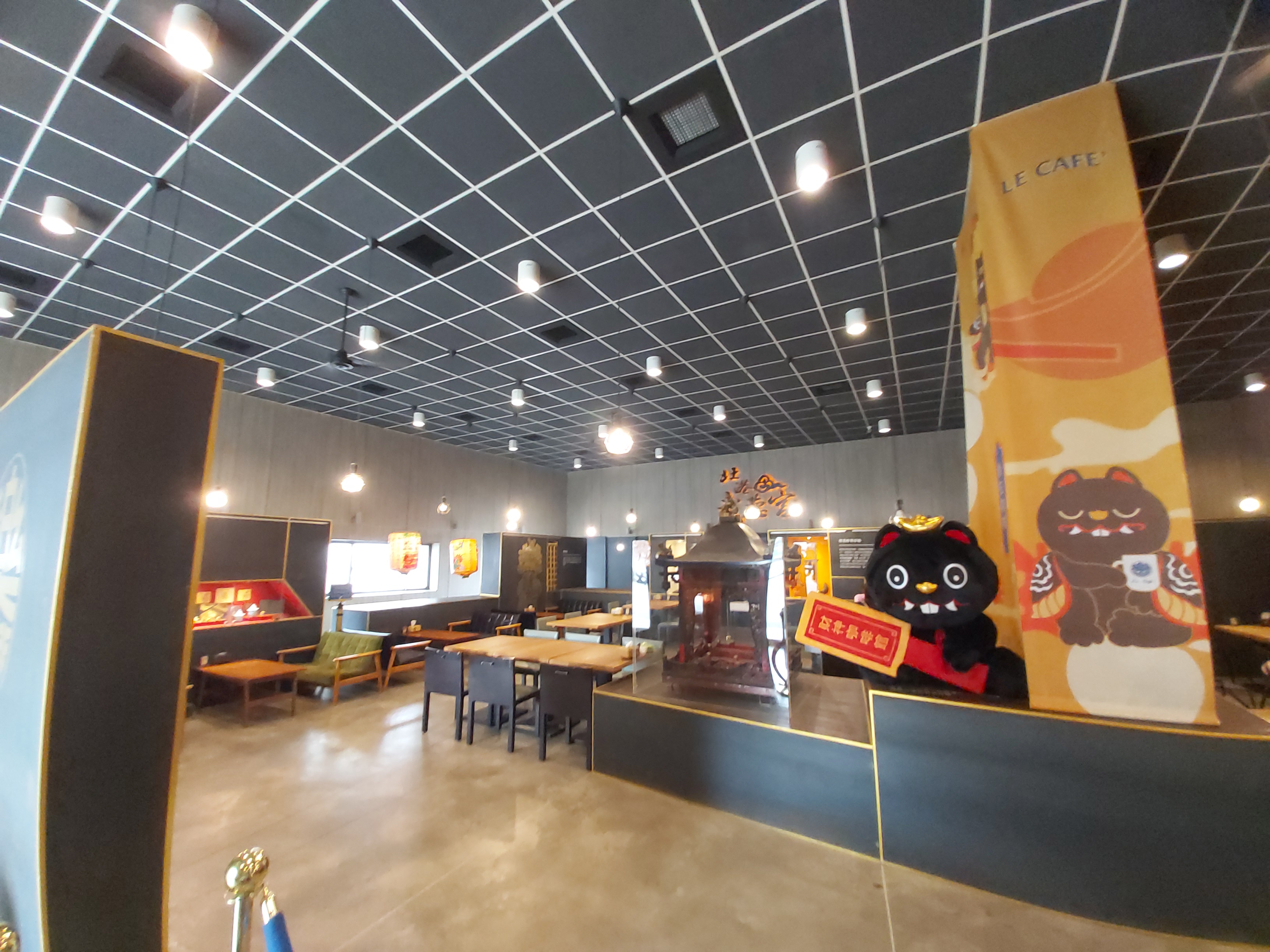
樂咖啡（Le Café）

## 特色

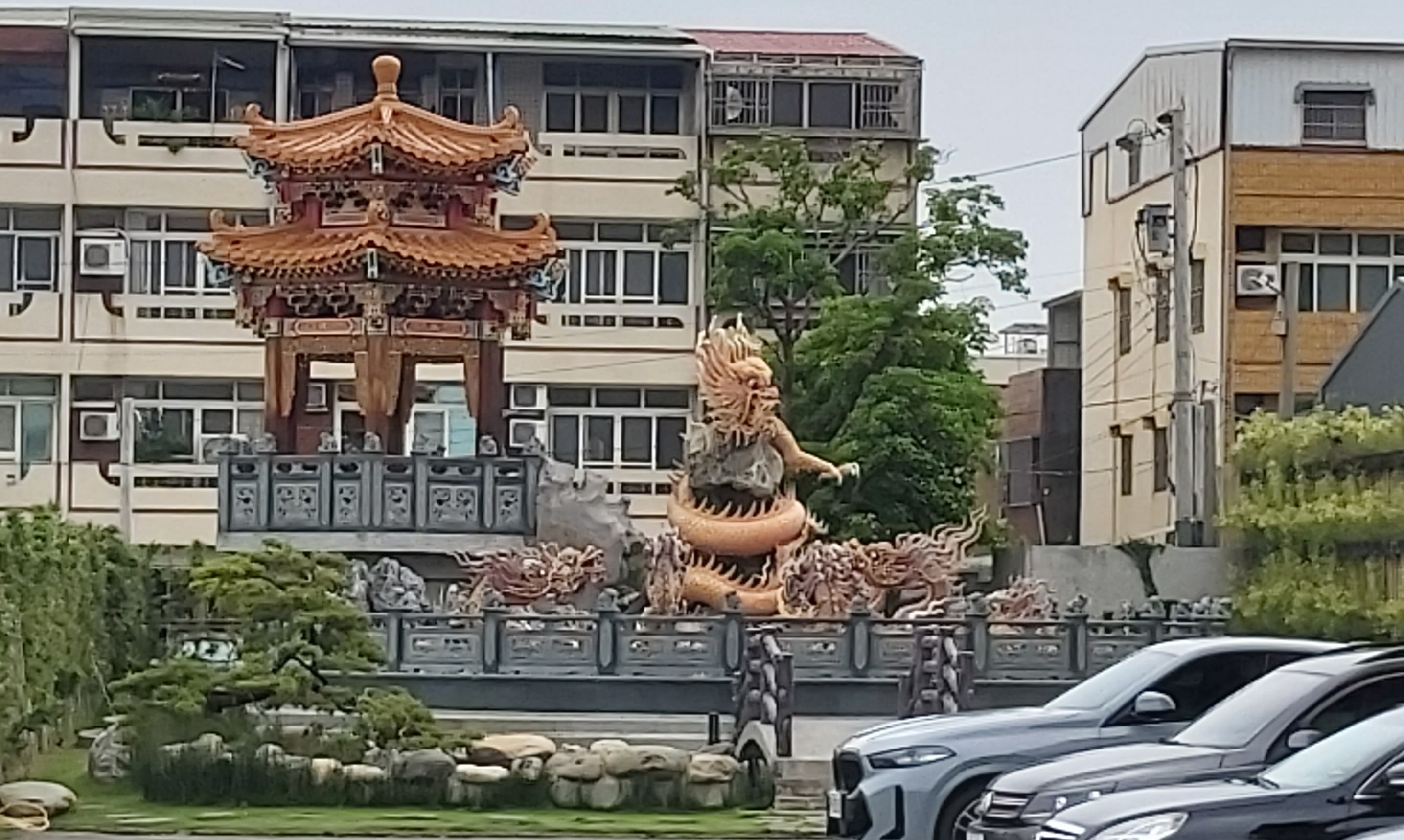
九龍池

- 北港武德宮保有傳統問乩儀式；在儀式中，神明透過鸞生寫下藏頭詩，句首為「天官武財神」。每農曆月逢初一、初四、初七下午，信徒可在外壇問事，且不收費。[4]內壇問事以廟務為主[4]。
- 北港武德宮的金紙純以竹材製作，觸感比一般金紙粗糙，但不會產生黑煙。[3]
- 2017年5月，北港武德宮引入機器人Pepper作其導覽員。[4]
- 2015年，北港武德宮廟埕12公尺的天庫金爐，被認證為金氏紀錄全球最大的金爐。[6]
- 2021年，北港武德宮開發武財神、黑虎將軍IP，添加天庫爐灰製成3、40種文創產品。[6]
- 2023年起，北港武德宮購買碳權，正式成為全球首座碳中和的宮廟。[6]
- 2024年9月17日，北港武德宮啟用新的金爐「地庫」，可過濾懸浮微粒，排出水蒸氣。[6]
- 2025年，北港武德宮導入AI影像分析系統分析人流，甚至可以偵測是否有火警疑慮。[6]

## 爭議

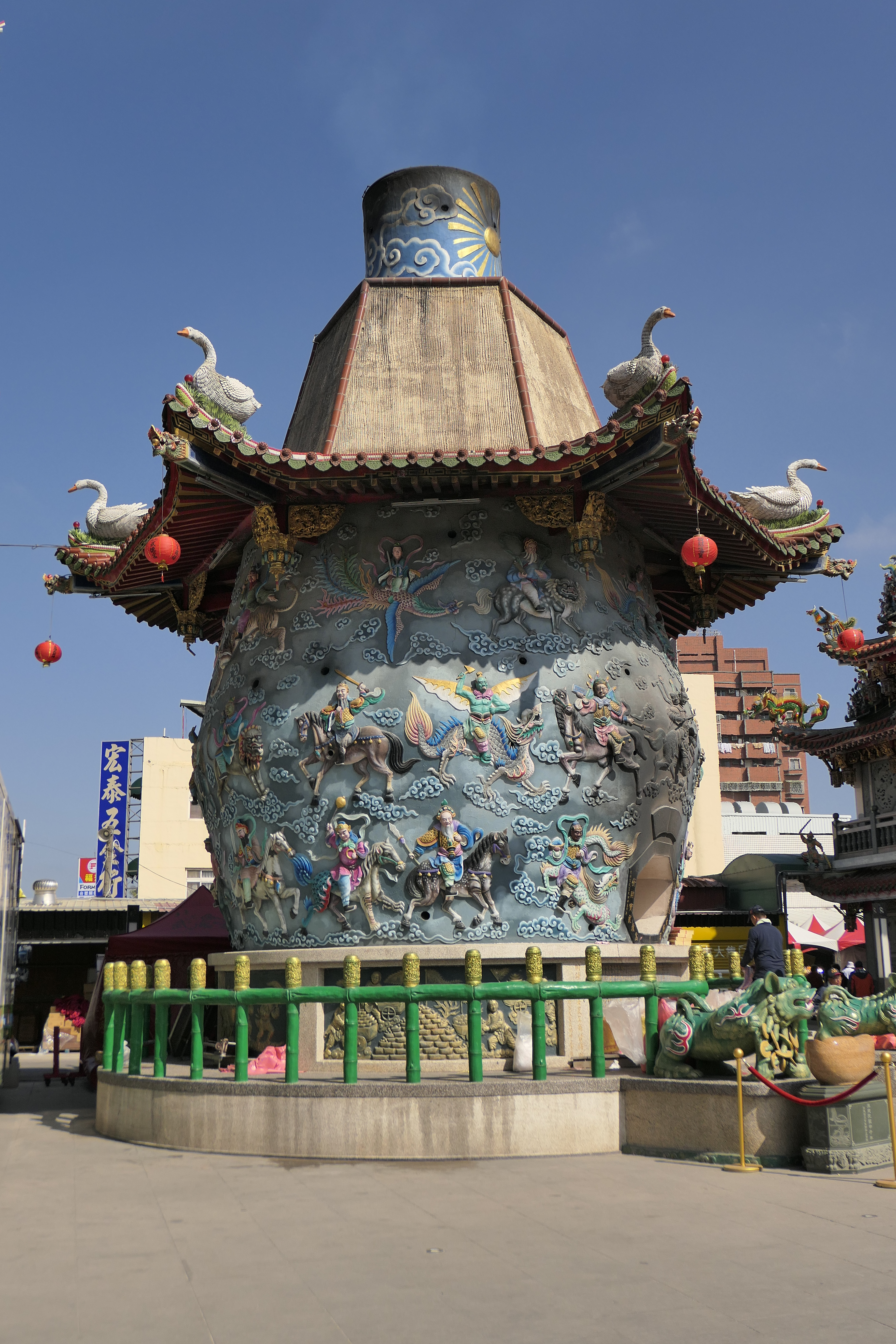
北港武德宮金爐（廟方稱作天爐）

北港武德宮因為節慶期間大量焚燒金紙，經常遭到附近居民的投訴，2017年7月23日，北港武德宮發起成立「捍衛信仰守護香火大聯盟」，以表達堅持信眾焚燒金紙的需求，並期望蔡英文政府將處理空氣汙染問題的焦點放在主要汙染源上，以避免民間信仰被視為空汙元凶之一。2022年農曆春節期間，北港武德宮再次因為大量焚燒金紙遭到投訴，居民表示北港武德宮自除夕開始連燒八天不停，廟方甚至用大型貨櫃卡車，運來數十噸金紙在廟內焚燒，造成居民氣喘發作咳嗽不停，有居民表示已寫陳情信給總統蔡英文。
2022年4月9日，北港武德宮前發生陣頭鬥毆事件，起因是彰化和美保生會館成員放鞭炮燒到嘉義廣慶堂神轎頂端，發生口角繼而引發肢體衝突，現場將近200人參與鬥毆，過程中有一何姓男子偷開一旁的警車進場，共有22名嫌犯被捕，何男到案後辯稱協助警察隔離雙方，但仍被警方依妨害公務罪嫌送辦。

## 外部鏈結
- 官方网站

- 北港武德宮-財神開基祖廟的Facebook專頁